# Iwan Kyweluk
Iwan Kyweluk, wzgl. Jan Kiweluk (ukr. Іван Кивелюк; ur. 8 lutego 1866, zm. 1 marca 1922 we Lwowie) – ukraiński polityk i prawnik. Doktor prawa. Prezes Towarzystwa „Proswita”.
Od 1908 był posłem do galicyjskiego Sejmu Krajowego i Reichsratu Przedlitawii w Wiedniu. W latach 1918–1919 był członkiem Ukraińskiej Rady Narodowej.
Członek Ukraińskiej Partii Narodowo-Demokratycznej.